# Mordellistena pseudobrevicauda
Mordellistena pseudobrevicauda är en skalbaggsart som beskrevs av Karl Friedrich Ermisch 1963. Mordellistena pseudobrevicauda ingår i släktet Mordellistena, och familjen tornbaggar. Arten har ej påträffats i Sverige.